# Yalong Bay
Yalong Bay (kinesiska: 亚龙湾) är en vik i Kina. Den ligger i provinsen Hainan, i den södra delen av landet, omkring 220 kilometer söder om provinshuvudstaden Haikou.
Genomsnittlig årsnederbörd är 2 251 millimeter. Den regnigaste månaden är juli, med i genomsnitt 369 mm nederbörd, och den torraste är januari, med 17 mm nederbörd.